# Paphiopedilum villosum
Paphiopedilum villosum är en orkidéart som först beskrevs av John Lindley, och fick sitt nu gällande namn av Stein. Paphiopedilum villosum ingår i släktet Paphiopedilum och familjen orkidéer.

## Underarter
Arten delas in i följande underarter:
- P. v. annamense
- P. v. boxallii
- P. v. densissimum
- P. v. villosum

## Bildgalleri

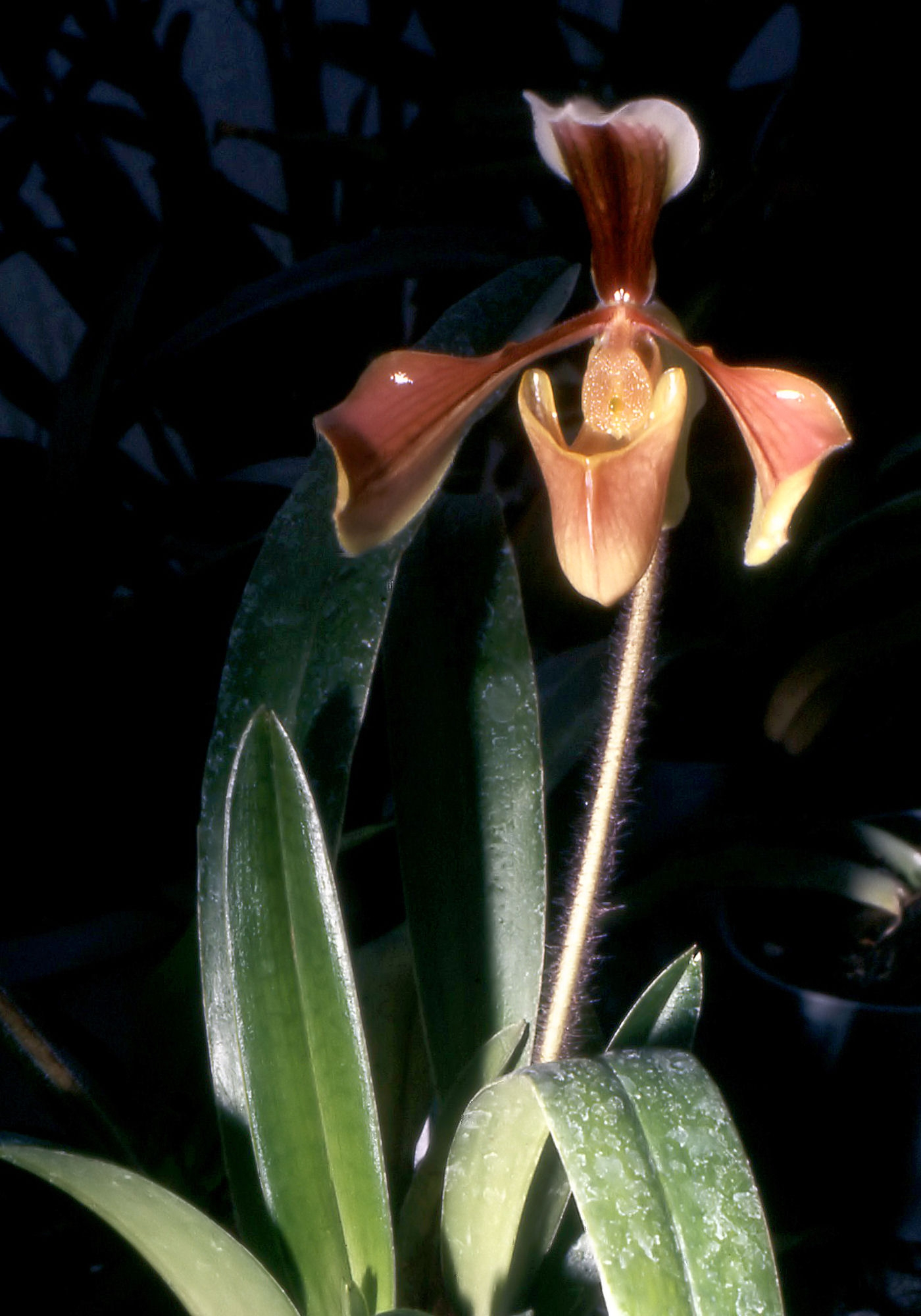
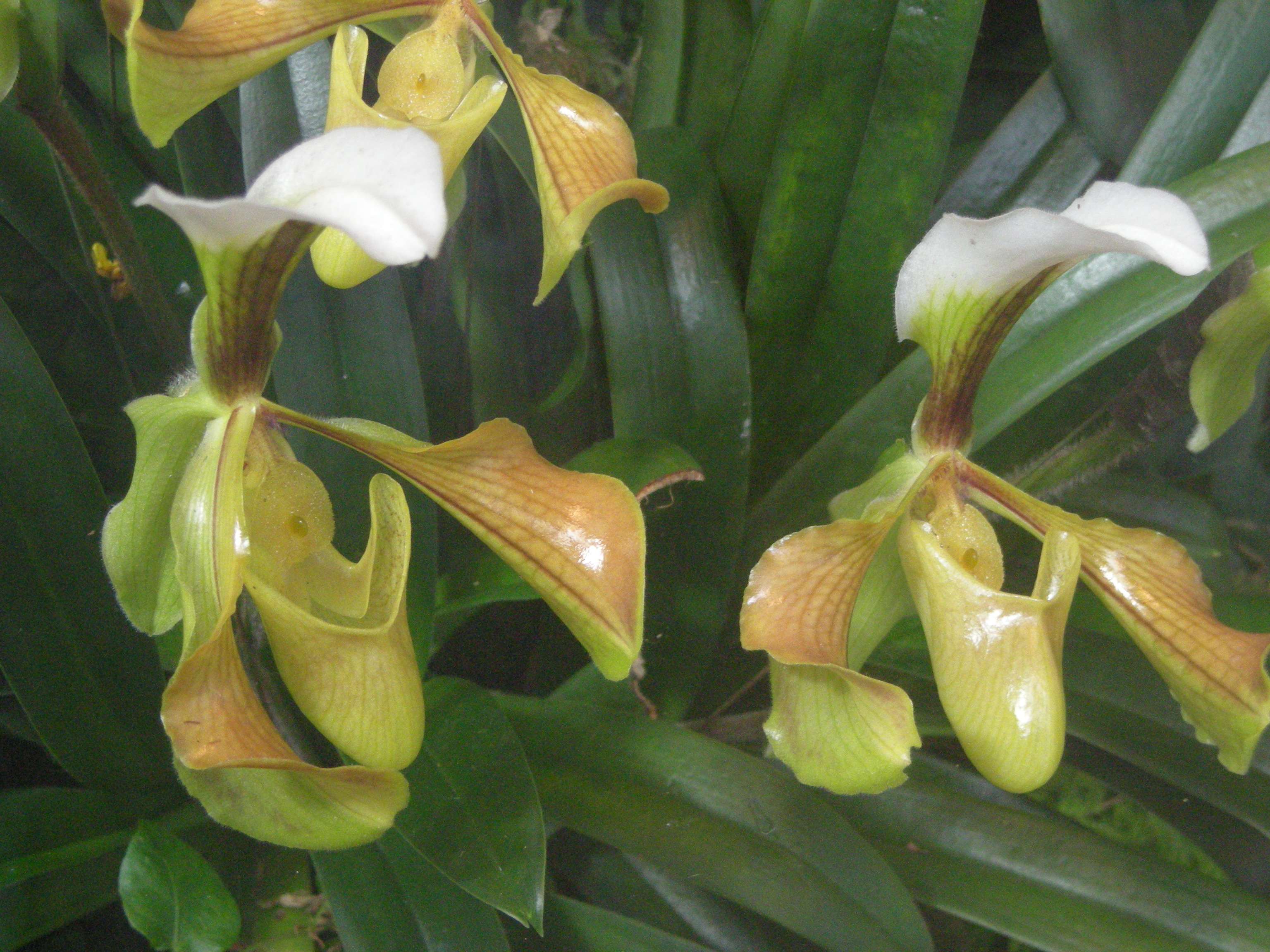
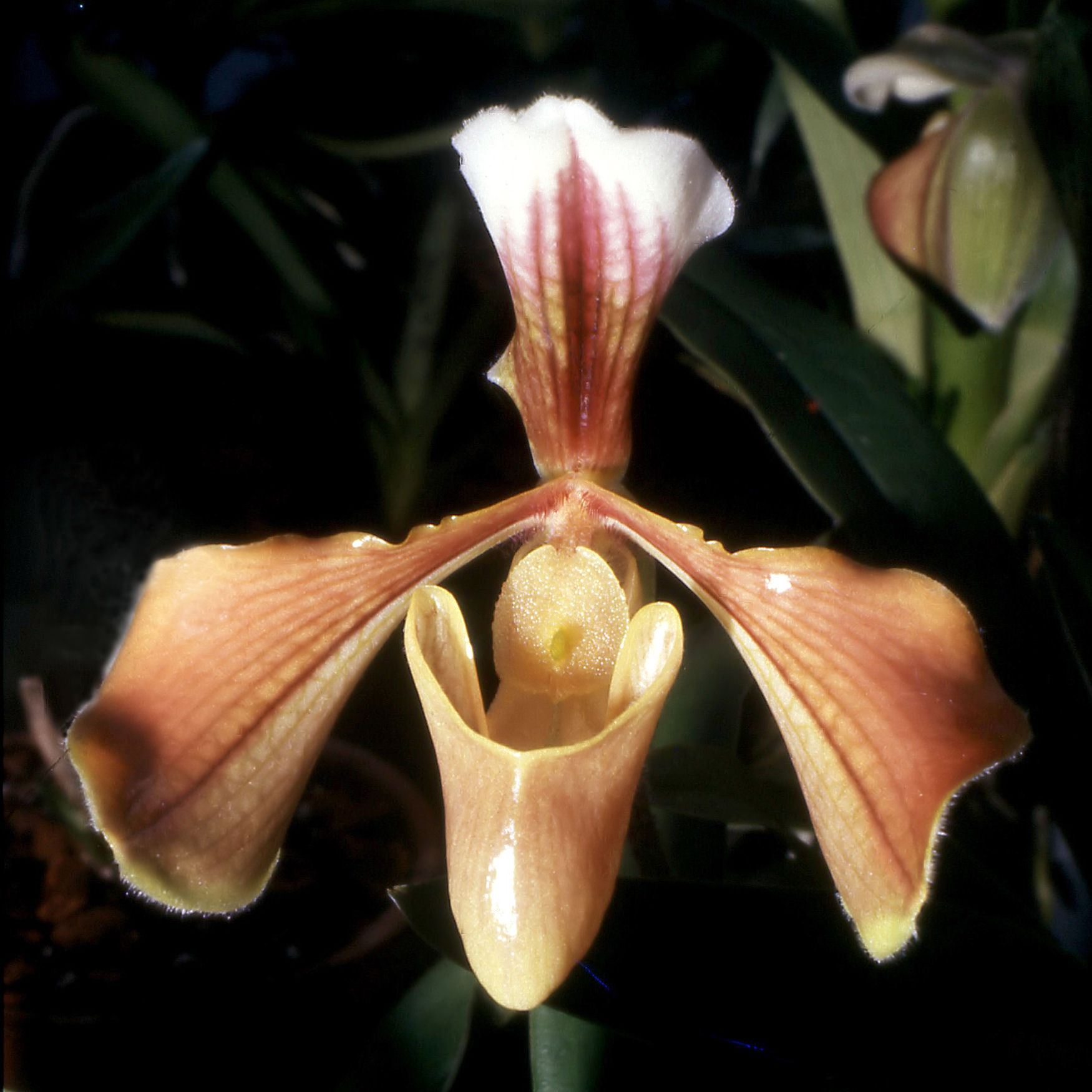
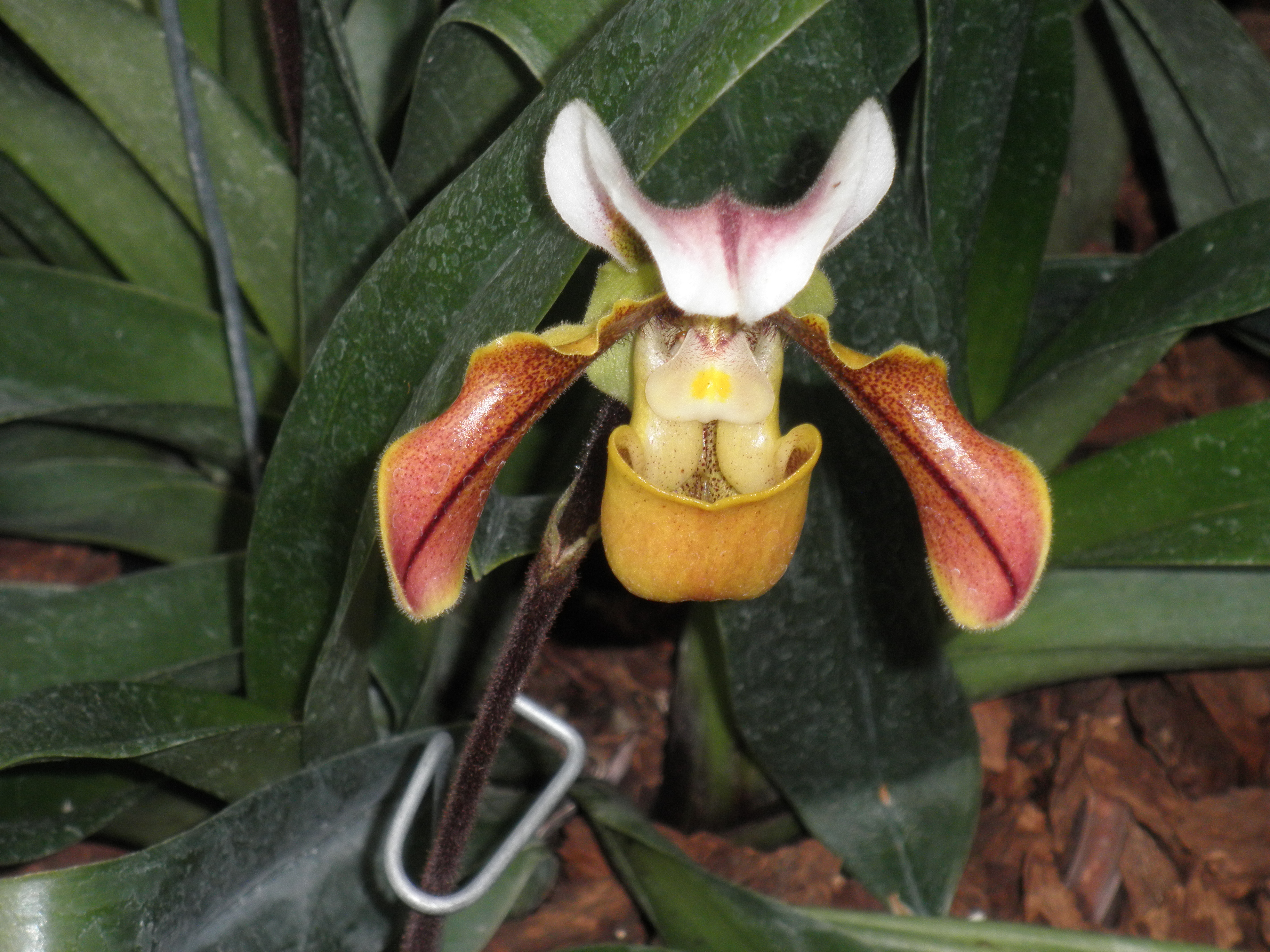
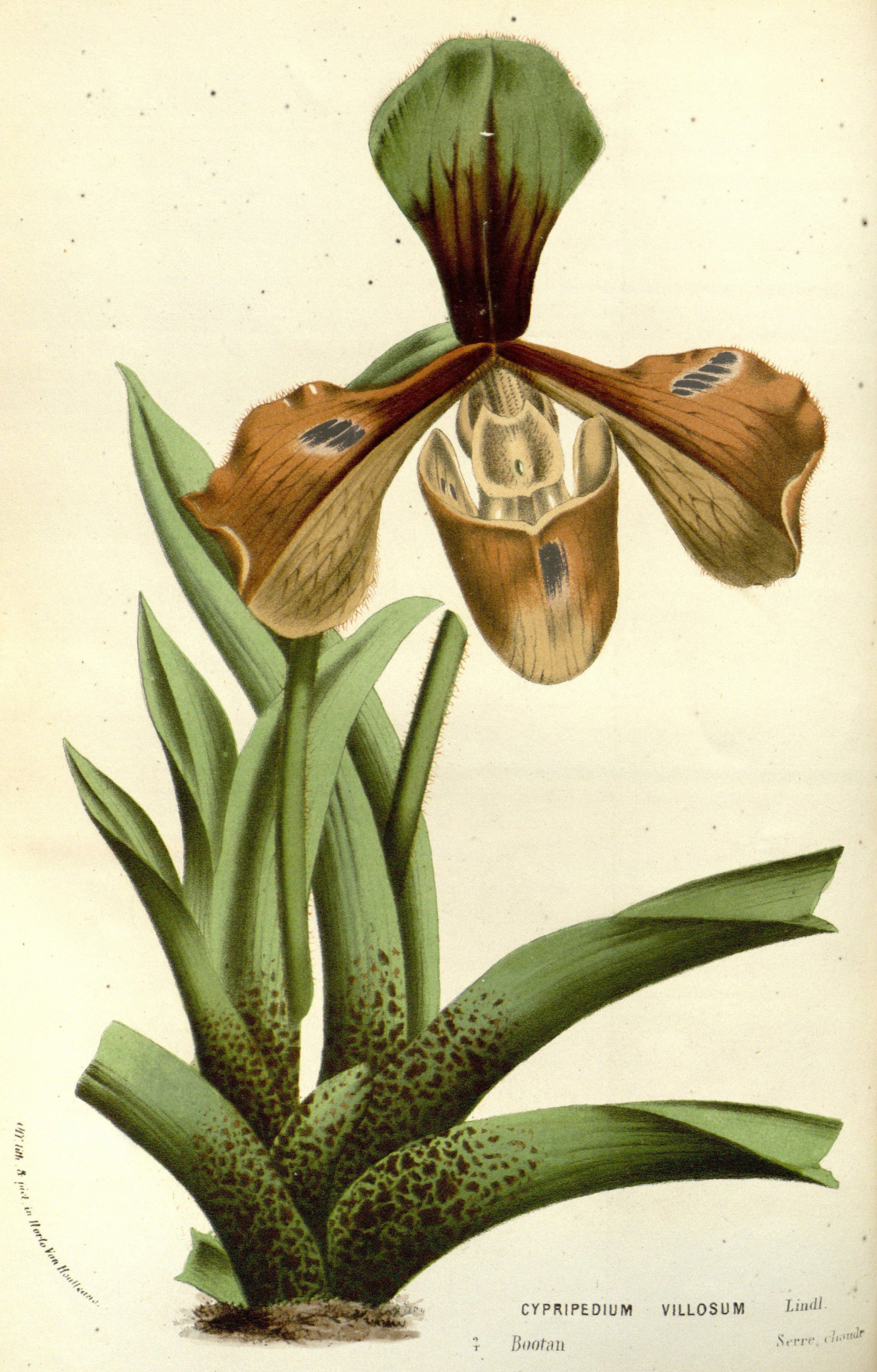
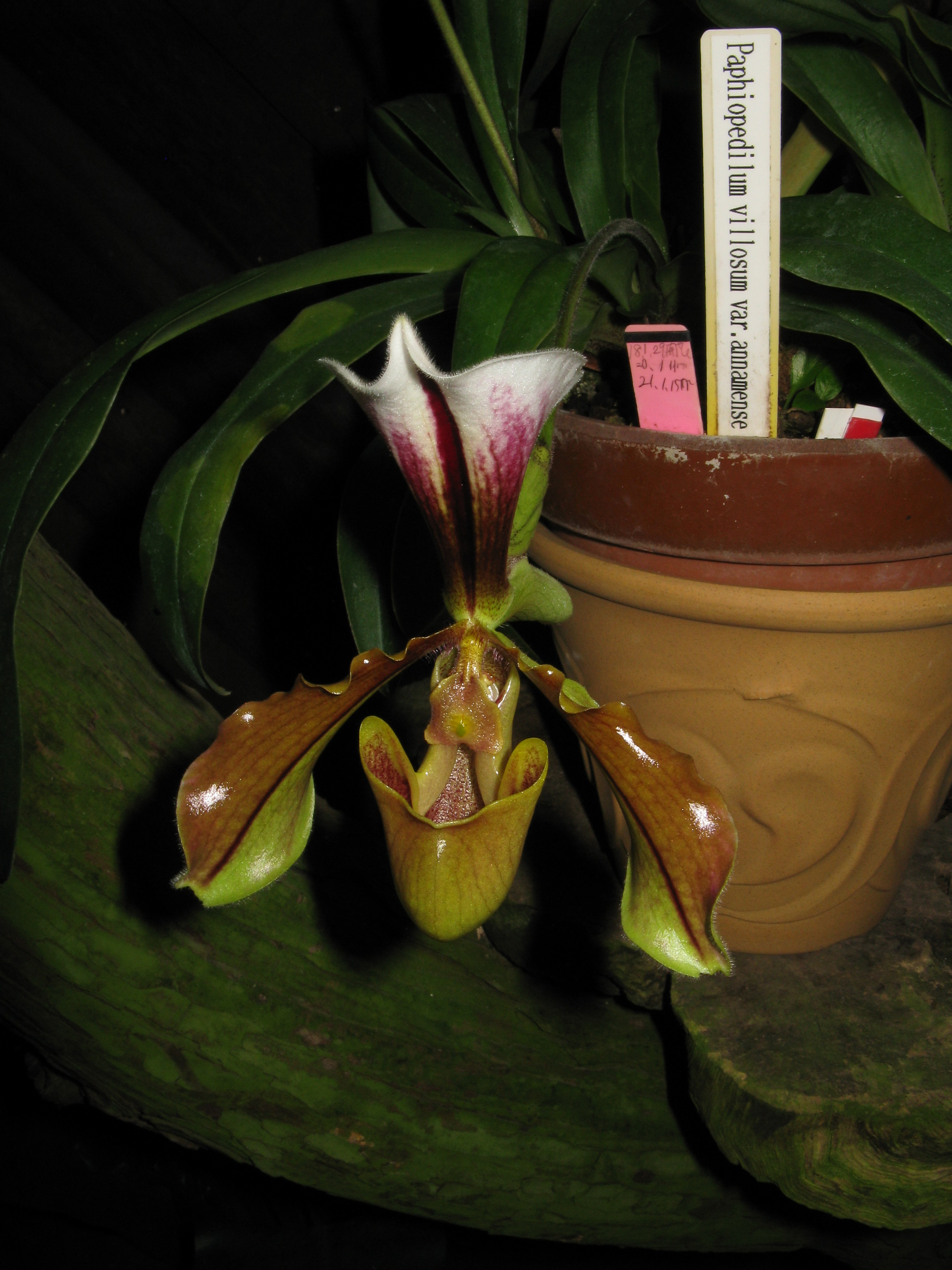